# Stromořadí Lažánky-Jedovnice
Stromořadí Lažánky-Jedovnice se nachází podél silnice II/379 mezi obcemi Lažánky a Jedovnice, která odbočuje na místě zvaném „Převážka“ i k Rudici. Jedná se o památnou alej mohutných lip, javorů a jasanů, která je chráněná státem. Největší lípa u zastávky v Jedovnicích měla v roce 2009 obvod téměř 5 metrů. Roku 2013 stromořadí zvítězilo v anketě Alej roku pořádané sdružením Arnika.